# Clari (Oper)
Clari ist eine Oper in drei Akten von Fromental Halévy (Libretto von Pietro Giannone), die am 9. Dezember 1828 mit Maria Malibran im Théâtre-Italien in Paris, uraufgeführt wurde.

## Handlung
Als Vorlage für das Libretto kann die Erzählung Clary ou Le Retour à la vertu recompensé von Pietro Giannone gedient haben:
Das schöne Bauernmädchen wird von einem Herzog durch ein Heiratsversprechen auf dessen Schloss gelockt. Dort wird sie mit kostbaren Geschenken verwöhnt und verführt. Allerdings will der Herzog nun von Hochzeit nichts mehr wissen. Anlässlich des Namenstages von Clari wird ein Schauspiel aufgeführt, das ihre Geschichte widerspiegelt und ihr so ihre Situation bewusst macht. Sie flieht aus dem goldenen Käfig. Der Wahnsinn führt sie in die Irrenklinik. In ihrem Heimatdorf, wo der Vater sie inzwischen verstoßen hat, gilt sie als entehrt. Nach ihrer Flucht wird sich der Herzog über seine wahren Gefühle zu Clari bewusst und eilt ihr nach, um sein Eheversprechen einzulösen.

## Geschichte
Bereits 1822 in Rom schrieb Halévy eine Soprancavatine mit dem Titel Come dolce a me favelli, die für einen Charakter namens Clari bestimmt war und sechs Jahre später zur Auftrittsarie der Titelheldin im ersten Akt wurde. Die Tessitura der Opernpartie der Clari umfasst annähernd drei Oktaven.
Clari und vor allem Maria Malibrans Darstellung der Titelheldin wurde seinerzeit von den meisten Rezensenten als Erfolg bezeichnet.
Im Rahmen ihres Malibran-Projektes gab Cecilia Bartoli den Anstoß, die Oper im Mai 2008 am Opernhaus Zürich nach fast 150 Jahren, mit ihr in der Titelrolle, wieder aufzuführen. Die Inszenierung transponiert das Stück in einen modernen Fotoroman.

## Darsteller
In der Schweizer Erstaufführung vom 23. Mai 2008 traten folgende Darsteller auf:
- Clari: Cecilia Bartoli
- Duca Mevilla: John Osborn
- Mutter: Stefania Kaluza
- Vater: Carlos Chausson
- Germano: Oliver Widmer
- Bettina: Eva Liebau
- Luca/Padre: Giuseppe Scorsin
- Simonetta: Stefania Kaluza
- Alberto: Carlos Chausson

Die Musikalische Leitung der Scintilla übernahm Ádám Fischer. Die insgesamt 130 Kostüme wurden von Agostino Cavalca gestaltet.